# Казвијеј
Казвијеј (фр. Cazevieille) је насељено место у Француској у региону Лангдок-Русијон, у департману Еро.
По подацима из 2011. године у општини је живело 188 становника, а густина насељености је износила 11,6 становника/km².

## Демографија
| 1962. | 1968. | 1975. | 1982. | 1990. | 2011. |
| ----- | ----- | ----- | ----- | ----- | ----- |
| 31    | 26    | 24    | 58    | 105   | 188   |